# Cacao (Guyana francese)
Cacao è un villaggio della Guyana francese sul fiume Comté affluente del Mahury, fondato negli anni settanta da profughi indocinesi di etnia Hmong (come la cittadina di Yahowey) sulle vestigia dell'antico bagno penale fondato a sua volta sul villaggio delle piantagioni di cacao chiamato "habitation de Sainte-Marie des cacaos"; la cittadina conta oggi alcune centinaia di abitanti.
Fa parte del comune di Roura, anche se dista un centinaio di chilometri dal capoluogo. Da alcuni anni la popolazione chiede di fondare un nuovo comune vista la distanza e le difficoltà di comunicazione con il capoluogo. Principale fonte economica sono le coltivazioni di ortaggi che quotidianamente vengono venduti sui banchi dei mercati di Caienna e delle principali città della Guyana. Molto pittoresco il mercato che si svolge la domenica dove si possono gustare piatti tipici indocinesi.

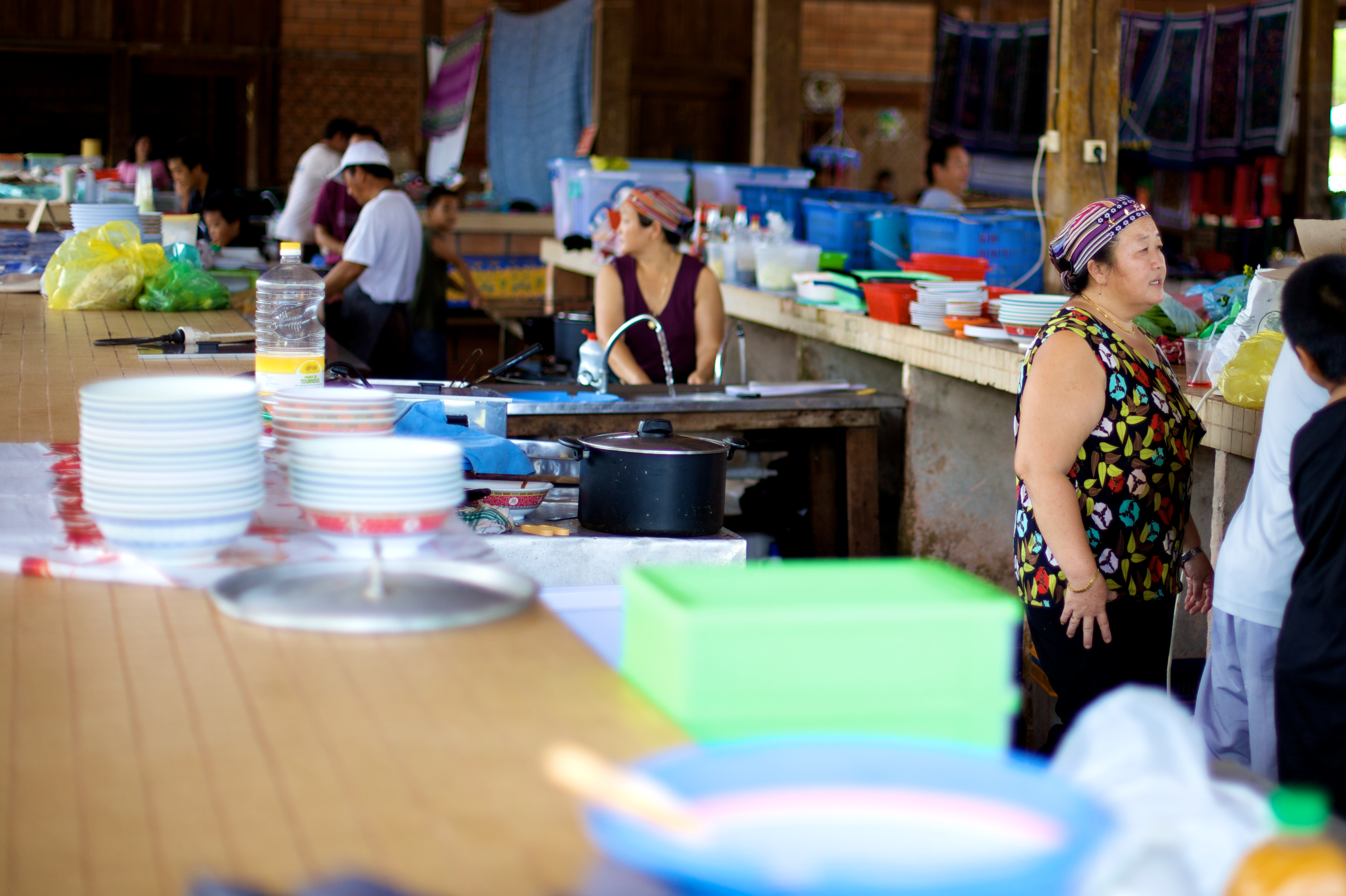
Il mercato di Cacao

## Da vedere
- Il mercato domenicale, all'ingresso del villaggio dove si trovano diversi prodotti tipici.
- Il Nuovo Anno Tradizionale Hmong. Si svolge alla prima luna di dicembre, dopo un ciclo di 12 lune.